# Patrick Peyton
Patrick Peyton C.S.C. (ur. 9 stycznia 1909 w Attymass, zm. 3 czerwca 1992 w San Pedro
) – Czcigodny Sługa Boży Kościoła katolickiego, duchowny, propagator różańca.

## Życiorys
Patrick Peyton został przyjęty do seminarium Moreau na uniwersytecie Świętego Krzyża, a następnie w 1932 roku wstąpił do seminarium Kongregacji Świętego Krzyża Notre Dame w stanie Indiana, gdzie otrzymał święcenia kapłańskie. Po II wojnie światowej założył ruch modlitewny „Family Rosary Crusade”.
Został pochowany na cmentarzu Świętego Krzyża na terenie Stonehill College w Easton.
18 grudnia 2017 papież Franciszek zatwierdził dekret o heroiczności jego cnót.